# Русецкий, Виталий Модестович
Виталий Модестович Русецкий — советский военачальник, участник советско-финской и Великой Отечественной войны. В 1941—1942 — начальник штаба, командир 160-й стрелковой дивизии, подполковник.

## Биография
Был призван в РККА в 1930 году Курским РВК. До 1937 года служил в 153-м стрелковом полку 51-й стрелковой дивизии в Одесском военном округе. В 1939—1940 годах участвовал в советско-финской войне. В 1940 году окончил с отличием курс военной подготовки на оперативном факультете Военной Академии им. М. В. Фрунзе. Начало Великой Отечественной войны встретил в должности командира полка и звании майора. В декабре 1941 года возглавляет штаб 160-й стрелковой дивизии. Во время войны адрес Русецкого — Курская область, Рыльский район.
31 января 1942 года становится командиром 160-й дивизии после ранения Ф. М. Орлова. 14 апреля тяжело ранен разрывной пулей в плечо под Вязьмой и остался в окружении в районе деревень Буслава—Беляево. 27 апреля 1942 года попал в плен и был доставлен в лагерь Хаммельбург (Офлаг XIII D, номер заключённого 7986). Пленён в н/п Лемонка в звании подполковника. В лагерь доставлен 3 июля 1942 года, выбыл 3 ноября 1942 года.
Погиб 15 ноября 1943 года в концентрационном лагере Флоссенбюрг.

### Родственники
Жена — Русецкая Ирина Сергеевна.